# Myrmecocichla collaris
El zorzal hormiguero de Ruaha (Myrmecocichla collaris) es una especie de ave paseriforme de la familia Muscicapidae propia del África oriental. Anteriormente se consideraba una subespecie del zorzal hormiguero de Arnot.

## Distribución y hábitat
Se encuentra en el oeste de Tanzania, el este de Ruanda, Burundi y el norte de Zambia. Su hábitat natural son las sabanas y los herbazales.